# Falsterbo

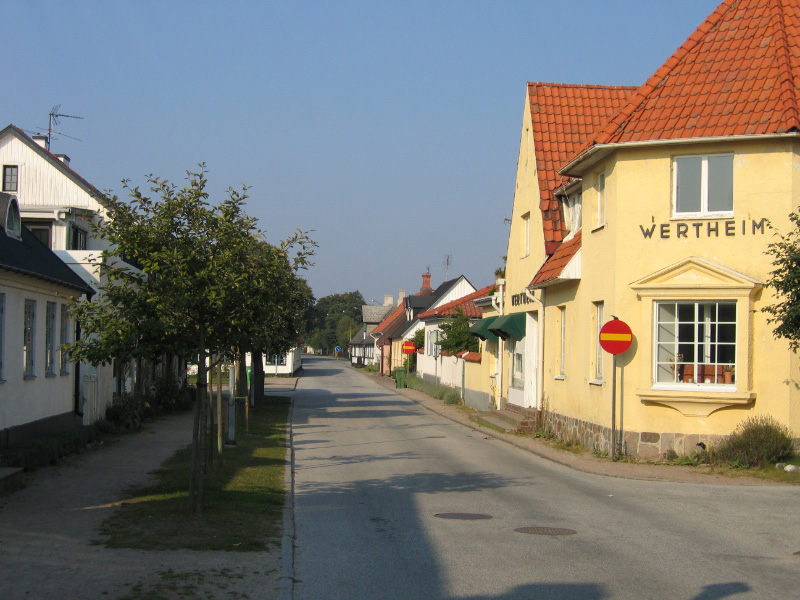
Stradă

Falsterbo este un oraș în Suedia.